# Урочище-Дубровка
Урочище-Дубровка — деревня в Невельском районе Псковской области России. Входит в состав Плисской волости.

## География
Расположена в 2 км к юго-западу от райцентра, города Невель и в 1 км к югу от деревни Плиссы.

## Население
| 2001 | 2002 | 2010 |
| ---- | ---- | ---- |
| 128  | ↘106 | ↘104 |

Численность населения деревни по оценке на начало 2001 года составляла 128 человек.